# Ewell (Surrey)
Ewell város az Egyesült Királyságban, Anglia Surrey megyéjében, Epsom and Ewell kerületében. Lakosainak száma 34 872 fő (2011). Ewell Worcester Park és Epsom településekkel határos.